# Adidas Roteiro

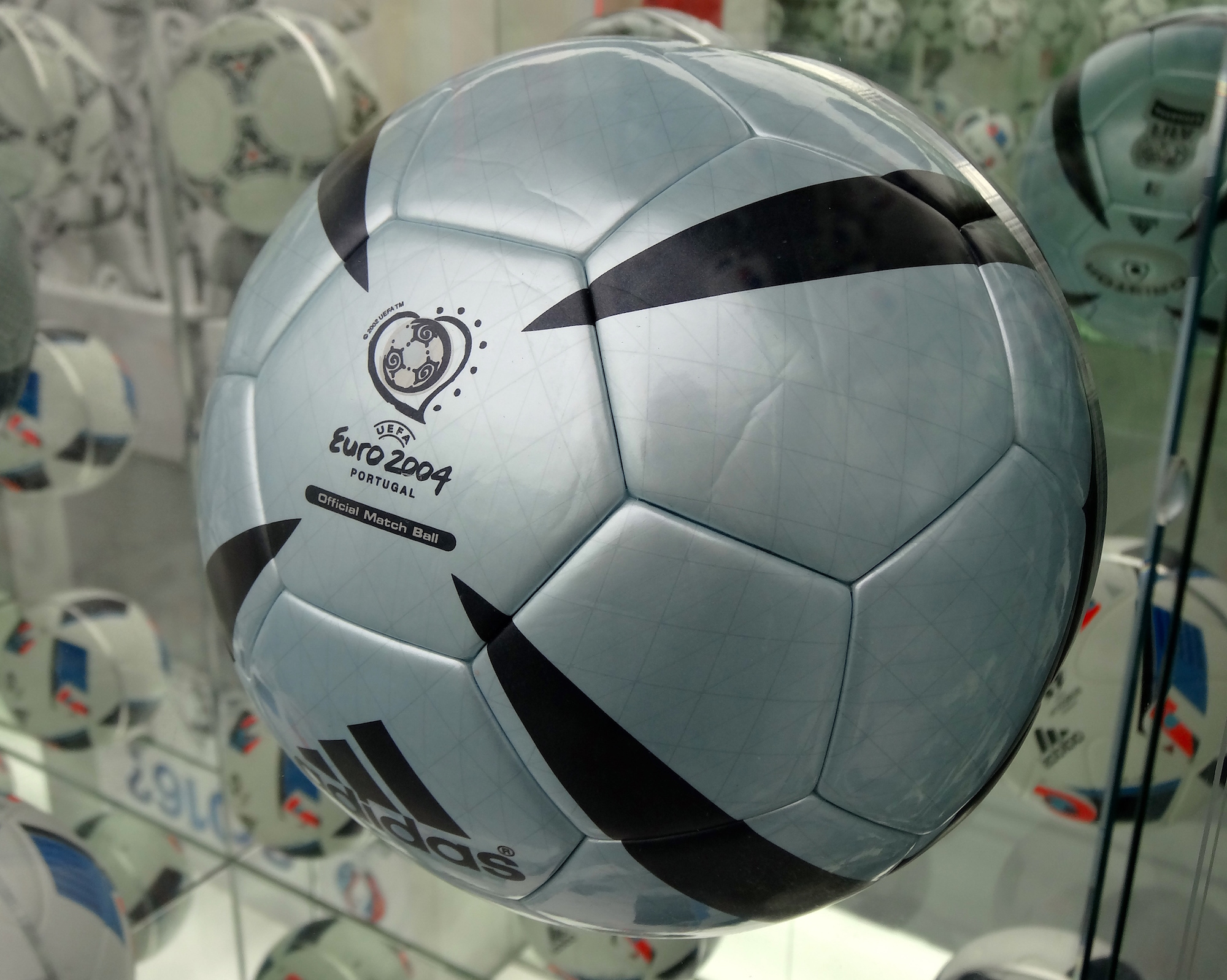
De Adidas Roteiro (editie EK 2004)

De Adidas Roteiro is de bal, die werd gebruikt tijdens het UEFA Europees kampioenschap voetbal 2004, het is de eerste wedstrijdbal zonder stiksels. De vlakken van de bal zijn niet aan elkaar gestikt maar thermisch gebonden. Toch zijn veel voetballers niet echt onder de indruk van deze nieuwe techniek.
Volgens producent Adidas ontstaat door de thermische binding een rondere bal, die beter door spelers is te controleren. Adidas-protégés David Beckham en Zinédine Zidane zijn dan ook vol lof over de Roteiro. Veel voetballers zijn het echter niet met hen eens. Zo noemde Phillip Cocu, aanvoerder van het Nederlands elftal, de bal na de oefenwedstrijd tegen de Faeröer "een baksteen". De Spaanse Iván Helguera vergeleek de Roteiro met een strandbal. "Als je hem in een bepaalde richting wil sturen, moet je hem heel erg hard raken". Collega Joaquín is het roerend met hem eens. "Het is moeilijk te geloven dat men dit een bal noemt", aldus de aanvaller. "De bal lijkt geen echte baan te volgen."